# Coca de trempó
La coca de trempó és una coca salada típica de les Illes Balears i especialment, Mallorca. Consta d'una massa de pa plana i quadrada, amb hortalisses crues i aixafades amb el puny, típicament tomàquet, pebrera o pebrot verd i ceba.